# 倒福

「福」の字

「倒」（逆さにする）「福」の字

倒福（とうふく、拼音：dào fú）とは春節の際に家々に貼られる「福」の字を書いた赤色の紙。一般に上下逆さまに貼ることから「倒」（逆さにする）「福」と称される。地域によって昔からの風習
「福」の文字は現在「幸福」の意味で使用されることが多いが、倒福では「福気・福運」の意味で一部地域で使用されている。その福が到（中国語の発音は拼音: dào）るようにという願いを込めて、倒（拼音: dăo）して貼ることが一般的となっている。
また、蝙蝠(コウモリ)が頭を下にしてぶらさがっている絵も、「蝠」の発音が同じなため、倒福の記号として扱われる。

## 歴史
宋代に記された『夢梁録』に“洒掃間閭，去塵穢，浄庭戸，換門神，掛鍾馗，釘桃符，貼春牌，祭祀祖宗”との記載があり、“春牌”が赤紙に“福”の字を記した倒福であり、現在確認できる最も古い倒福の記録である。

## 伝承

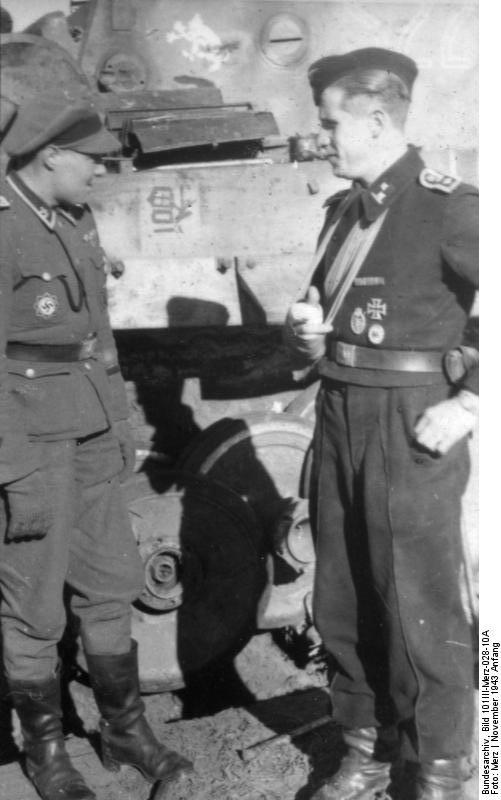
倒福が刻印されたダス・ライヒ師団のティーガーI戦車（1943年）

倒福の習慣に関しては明洪武帝の皇后であった馬皇后の伝承がある。
とある春節に際し洪武帝はお忍びで市井を散策した際にとある人物の描いた年画（春節用の縁起ものを描いた絵）を目にした。そこには豊作を願った纏足をしていない西瓜を抱えた女性が描かれていたが、洪武帝は「懐西（西瓜を抱える＝淮西と音通）の婦人の足が太い」という画題が、淮西出身（養父郭子興が安徽省定遠県の出身）の馬皇后が民間の出身で纏足をしておらず気品に欠けると嘲笑したものと考え、年画を描いた者を処罰しようとした。
宮廷に戻った洪武帝は年画を描いた人物を調べさせ、無関係な者の家には「福」の文字を書いた紙を貼るように命じ、翌朝「福」の表示がない家の者を処刑しようとした。馬皇后はこの計画を知ると、無実の罪で処罰される民衆に同情し、明け方までに全ての家に対し「福」の表示を貼ることを命じた。
馬皇后の命により翌朝城内の家中に「福」の文字が貼ってあり、洪武帝の命を受けた士兵はどの家の者を処罰するか分からなくなっていた。しかしその中の一軒が文字を知らなかったために「福」の文字を逆さまに貼ってあることを発見し洪武帝に報告した。
洪武帝は福を倒して貼るということは民衆の生活が苦しいことを皮肉った行為であると激怒し、御林軍に対しその家の者を斬首するように命じた。またしても夫である洪武帝により無辜の民衆に危害が及ぶことを恐れた馬皇后は機転を働かせ、その家の者は洪武帝の使者が訪問することを知って故意に福を逆さに貼って「福が到る」を表現したと洪武帝を説得し、無辜の民衆に危害が及ぶことなく済んだというものである。
それ以降善良な馬皇后を顕彰し除夕（大晦日）に民衆は門上に「福」の文字を大書した赤紙を逆さに貼り、一家が平安であることを願ったと言われている。

## 関連項目

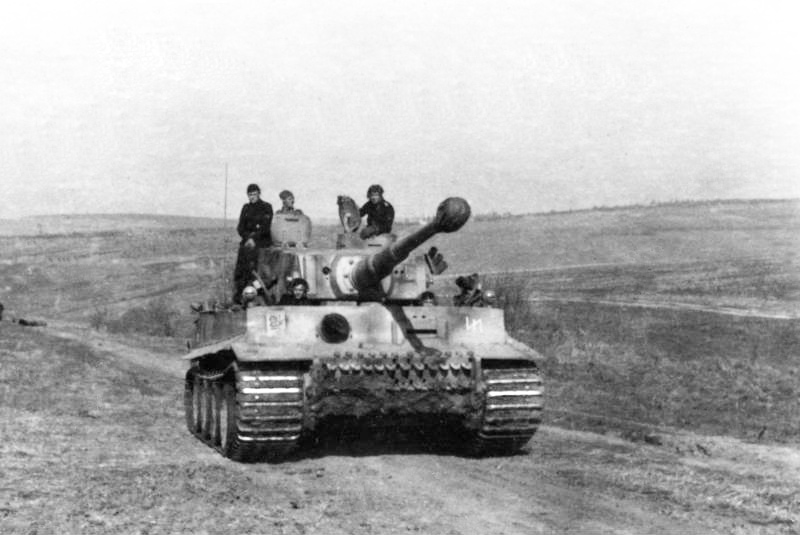
1943年4月、東部戦線における“ハッピータイガー”（実車）。車体前面装甲の向かって右側に「ダス・ライヒ」師団マーク、左側に「倒福」マークが確認できる。